# Ivica Barbarić
Ivica Barbarić (Metković, 23. veljače 1962.) bosanskohercegovački je nogometni trener i bivši nogometaš. Trenutačno je bez kluba. Kao igrač je na kao branič.

## Igračka karijera

### Klupska karijera
Igrao je za mostarski Veleža šest godina, nakon čega je otišao u Španjolsku, u kojoj je završio igračku karijeru. Igrao je za Real Burgos, Racing Santander, C. D. Badajoz i Almeríu koja mu je bila zadnji klub, u kojem je 1996. prestao igrati.
 
2001. godine se okrenuo trenerskom poslu. Vodio je hercegovačke klubove HŠK Zrinjski Mostar te NK Široki Brijeg, a od 2009. do 2012. radio je u japanskom drugoligašu Ehime.

### Reprezentativna karijera
Za Jugoslaviju je odigrao jednu utakmicu 24. kolovoza 1988. protiv Švicarske.

## Priznanja

### Igračka priznanja
- Kup maršala Tita 1985./86. s FK Veležom

- Segunda División 1989./90. s Real Burgosom

### Trenerska priznanja
- Nogometna Premijer liga BiH 2005./06. s NK Široki Brijeg